# ColorSync Utility
ColorSync Utility — утиліта для керування профілями ColorSync та Quartz-фільтрами. Утиліта розроблена компанією Apple Inc. і поставляється в складі операційної системи Mac OS X.

## Можливості утиліти
Утиліта забезпечує простий спосіб передачі точності кольорів зображень від початку зйомки до друкування або відображення на екрані монітора. Такі пристрої як сканери, монітори, цифрові камери та друкарки по-різному обробляють кольори. Узгодження кольору одного пристрою з іншим може бути дуже важким та довгим процесом. ColorSync виконує узгодження кольорів автоматично.
Можна також використовувати Quartz-фільтри, щоб змінити кольори та додати ефекти в PDF-файли та інші документи. Кожен пристрій, який ви використовуєте з комп'ютером, має різний кольоровий діапазон, що називається спектром. Кольорова різниця може бути представленою графічно завдяки моделі «кольорового простору». ColorSync переносить дані про колір одного зображення між кольоровими простірами усіх пристроїв таким чином, що кожен пристрій точно відтворювало кольори зображення. Інформація про колір для кожного пристрою зберігається як «Профіль ColorSync» або «ICC-профіль».
Більша частина графічних програм Mac OS X зберігає профілі ColorSync прямо в документі. Утиліта ColorSync порівнює ці профілі з профілем монітора при перегляді документа і з профілем друкарки при друкуванні. Найпростіший спосіб гарантувати точний збіг кольорів — упевнитися, що всі використовувані графічні пристрої та програми налаштовані на використання ColorSync.